# Miangul Aurangzeb
Mian Gul ou Miangul Aurangzeb (ourdou : میاں گل اورنگزیب), né le 28 mai 1928 à Saidu Sharif et mort le 3 août 2014 à Islamabad, est un homme politique pakistanais. Il est surtout connu pour avoir été le dernier prince héritier de l'État de Swat, ainsi que gouverneur du Baloutchistan puis de Khyber-Pakhtunkhwa à la fin des années 1990.
Militaire de formation, Miangul Aurangzeb se rapproche ainsi du général Muhammad Ayub Khan et accède en 1956 à la vie parlementaire. Soutenant les régimes militaires d'Ayub Khan puis de Muhammad Zia-ul-Haq, il sera en tout élu quatre fois député : en 1970, 1985, 1993 et 1997. Il s'allie avec Nawaz Sharif dans les années 1990 et sera nommé gouverneur en 1997 et 1999.

## Jeunesse et éducation
Miangul Aurangzeb est né le 28 mai 1928 à Saidu Sharif. Son père Jahan Zeb a été le dernier monarque de l'État princier de Swat entre 1949 et 1969, date à laquelle l’État est dissout pour rejoindre pleinement le Pakistan. Il correspond en partie à l'actuel district de Swat. Aurangzeb fait ses études secondaires au La Doon School de Dehradun, puis son éducation supérieure au Collège Saint-Étienne de Delhi.  
Miangul se marie en 1955 avec Nasim, la fille du général puis président Muhammad Ayub Khan,. Ils auront trois fils, dont Miangul Adnan Aurangzeb qui deviendra député,.

## Carrière militaire
Miangul Aurangzeb poursuit son éducation à l'Académie militaire du Pakistan après l'indépendance du Pakistan en 1947. Il rejoindra ensuite le Frontier Force Regiment. Il devient ensuite aide-de-camp de Muhammad Ayub Khan alors que celui-ci était chef de l'armée. Particulièrement proche de celui qui deviendra par la suite le président du pays, il se marie notamment avec sa fille. Quand Ayub Khan prend le pouvoir par un coup d’État militaire, il met fin au régime d’exception dont bénéficie les États princiers du pays, sauf celui de Swat qui restera autonome jusqu'en 1969. Miangul Aurangzeb sera alors le dernier prince héritier de Swat.

## Carrière politique
Miangul Aurangzeb abandonne sa carrière militaire en 1956, quand il est nommé député à l'Assemblée du Pakistan occidental au sein de laquelle il reste jusqu'en 1958. Il est ensuite nommé député pour l'Assemblée nationale en 1962 et reste en poste jusqu'en 1968, sous le régime du président Muhammad Ayub Khan. Il est ensuite élu député lors des élections législatives de 1970 dans une circonscription du district de Swat. Il redevient député en 1985, élu sous le régime du président Muhammad Zia-ul-Haq. Lors des élections législatives de 1988, il perd face à son cousin du Parti du peuple pakistanais puis échoue encore lors des élections législatives de 1990. Il sera enfin de nouveau élu lors des élections législatives de 1993 sous l'étiquette de la Ligue musulmane du Pakistan (N), dirigée par Nawaz Sharif,.
À la suite des élections législatives de 1997 largement remportées par la formation de Nawaz Sharif, Miangul est élu député puis nommé gouverneur du Baloutchistan le 22 avril 1997. Il doit alors démissionner de son siège de député, laissant place à son fils qui remporte les élections partielles dans sa circonscription,. Deux ans plus tard, il devient gouverneur de Khyber-Pakhtunkhwa, sa province natale. Il ne restera toutefois que deux mois en fonction, alors que le gouvernement est renversé par le coup d’État militaire de Pervez Musharraf.
Miangul Aurangzeb va ensuite progressivement se retirer de la vie politique, laissant place à son fils Miangul Adnan Aurangzeb qui échoue cependant à être de nouveau élu, lors des élections législatives de 2002 et de 2008. Il renonce ensuite à se présenter en 2013, alors que seul un autre membre descendant de la famille princière se présente, à l'assemblée provinciale. En 2009, Miangul Aurangzeb et sa famille quitte le district de Swat, alors occupé par des insurgés islamistes, avant d'être repris par l'armée lors de la seconde bataille de Swat. Dans un entretien à un journal pakistanais, son fils Adnan raconte comment sa famille a observé impuissante la montée du radicalisme islamiste, blâme le président Pervez Musharraf à ce propos et estime que malgré la reconquête la région, les risques restent intactes en raison de l'absence de projet pour la région.
Malade, Miangul Aurangzeb meurt à l'âge de 86 ans le 3 août 2014, dans sa résidence secondaire d'Islamabad. Il sera enterré dans sa ville natale de Saidu Sharif,.